# 1998年冲绳县知事选举
1998年冲绳县知事选举是冲绳县于1998年11月15日举行的知事选举。作为新人的稻嶺惠一击败时任的大田昌秀，藉此冲绳县历时八年两届的革新派政府执政宣告结束，自民党支持的保守派时隔八年重新在冲绳县执政。

## 竞选活动
本次知事选举是知事任期四年届满之际举行的。原知事大田在选举中得到了民主党、社民党、日本共產黨等中间派和革新派的支持；自民党等保守阵营则支持新人稻嶺惠一。虽然参选者还有又吉光雄，但本次选举实际上是大田和稻岭二者的对战。在1994年冲绳知事选举中支持大田的公明党则采取“以太田为主的自主投票”的立场。
这次选举的主要议题是经济发展以及驻日美军普天间基地的搬迁问题。大田候选人要求“迁移至县外”，稻岭则提出“在冲绳北部建设军民两用机场”和“通过修复与中央政府的关系来促进经济发展”。 

## 投票结果
选举结果，保守派候选人稻岭击败了革新派支持的大田。本次选举选民投票意愿高涨，投票率比上次高出14%。
- 有投票权人数：945,419人
- 投票率 ：76.54%（▲14%）[1]

| 當選 | 候选人   | 所屬黨派 | 得票数  | 得票率 | 支持政黨                                                       |
| ---- | -------- | -------- | ------- | ------ | -------------------------------------------------------------- |
| 當選 | 稻嶺惠一 | 無所屬   | 374,833 | 52.43% | 自由民主黨、新進沖绳、运动平和党                               |
|      | 大田昌秀 | 無所屬   | 337,369 | 47.19% | 民主党、社民党、日本共產黨、沖繩社會大眾黨、自由連合、新社会党 |
|      | 又吉光雄 | 無所屬   | 2,649   | 0.37%  |                                                                |

当选的候选人稻岭将冲绳县经济衰退的原因归结为大田政府的失败，并获得希望摆脱经济衰退的选民支持；稻岭在有众多企业聚集的那霸市积极宣扬经济振兴措施也取得成功，即使在革新派势力较强的地区也能获得一定数量的选民支持。稻岭还获得了近一半公明党支持者的支持，本次知事选举后，公明党政治立场在全国范围内逐渐向自民党倾斜，这也成为日后1999年自公連立政權成立的基石之一。
落选的大田候选人呼吁解决美军基地问题和促进经济发展，但由于与中央政府关系恶化，各种经济振兴措施的讨论陷入停滞，由于选民的关注焦点转向“经济发展”，导致大田的落选。

## 争议
2010年时任小淵內閣的副内阁官房长官鈴木宗男作证称：“在1998年冲绳县知事选举期间，边野古计划被提出时，自民党执政的中央政府向稻岭阵营提供了3亿日元的機密費。”由于边野古基地问题被揭露，中央的自民党政府在幕后积极干预冲绳选举。中央政府动用各大媒体，通过猛烈抨击“经济衰退”议题，压倒美军基地的搬迁问题。此外，为了形象战略，自民党政府部长们不来访，减少县民对中央的反感。媒体人筑紫哲也指出：「这次选举是在选举中成功运用广告技术的一个例子。」 